# Ribolov na moru

## Športski ribolov na moru
Na moru se također može loviti riba iz zabave. Ovisno o vrsti ribe koju lovimo koristimo opremu za športski ribolov ali i mamce.
Posebno je uzbuđenje što zbog raznolikosti vrsta nikad ne znamo koju ćemo ribu uhvatiti sve dok je ne izvučemo na obalu.

Na moru se lovi štapom za ribolov:

- iz čamca ili
- s obale, doka
- podvodno puškom za ribolov i ronjenjem na dah.

Ronjenje s bocama kisika i lov puškom je najstrože zabranjeno u cijelom svijetu.
I ovdje je pravilo kad dođete na neko ribolovno područje da se raspitate za lokalnu ribolovnu udrugu te nabavite potrebite dozvole i raspitate se o tome gdje se smije loviti, koja riba te smije li se i koliko ulovljene ribe ponijeti. Obično se na moru sva riba ulovljena štapom može ponijeti ali ipak to provjerite.

## Ribolov iz čamca
Prilikom ribolova iz čamca ili broda mogu se koristiti gotovo sve ribolovne tehnike, uključujući mreže i vrše, no različite tehnike udičarenja su daleko najzastupljenije. U usporedbi s ribolovom s obale, ribolov iz čamca omogućava bolji pristup ribolovnim lokacijama i različitim vrstama ribe. Ribolov iz broda dijelimo na:

### Priobalni ribolov
Priobalni ribolov s broda svaki je ribolov s neke vrste plovila u blizini obale, u vodama koje su duboke manje od 30 metara. 
Plovilo može biti maleno, kao najmanji gumenjak. Također može biti čamac na vesla, gumeni čamac, gliser, ili pak mali brod s kabinom. Priobalna plovila najčešće su dovoljno mala kako bi se mogla prevoziti na prikolici što ih ujedno čini i cjenovno pristupačnijima od brodova za otvoreno more. U posljednje vrijeme populariziran je i ribolov s kajaka.
Ribolovci rabe dvije vrste štapova. Oni duži, duljine 3 – 3,5 metara, koriste se za zabacivanje mamaca, dok se kraći štapovi, duljine 1,8 – 2,5 metara, koriste za spuštanje mamaca u neposrednoj blizini plovila (na primjer: bolentino palice). Najlon koji se najčešće rabi ima nosivost između 8 i 23 kilograma, ovisno o vrsti ribe koju se želi uloviti. Tip role koji se najčešće koristi je takozvani baitcaster koji ima slobodnu špulu, no spinning tip role postaje sve popularniji. Mamci koji se koriste slični su onima za ribolov s obale, no često su veći jer se cilja na ulov veće ribe. Moguće je uloviti iste vrste kao uz obalu, no i mnogo veće ribe kao što su velike jegulje i mali morski psi. 

### Ribolov na otvorenom moru
Ribolov s broda na otvorenom moru, poznat i kao dubokomorski ribolov, je ribolov koji se prakticira u dubokom moru (više od 30 metara) pri većoj udaljenosti od obale. U usporedbi s priobalnim ribolovom, izrazito je opasniji. Mnogo je znanja potrebno o vremenskim prilikama, navigaciji, te mjerama sigurnosti. Ova aktivnost nikako nije za početnike. 
Brodovi za otvoreno more mnogo su veći od onih koji se koriste za priobalni ribolov, te se drže na vezu u marini. Konstrukcijski su čvršći kao bi mogli podnijeti vremenske uvjete te valove kakve susrećemo na otvorenom moru. Iako znatno variraju u dizajnu i namjeni, generalno su mnogo skuplji za proizvodnju, nabavu i održavanje. Veliki postotak ribolovaca unajmljuje takve brodove, što je izvrsna alternativa kupnji. Ova vrsta ribolova češća je među imućnim ribolovcima, koji često zahtijevaju vrhunski opremljene brodove. 
Na otvorenom moru love se vrste riba poput tuna i sabljarki, koje mogu biti veoma velike te je potrebna snažna oprema. Štapovi koji se koriste namijenjeni su posebno za ovakvu vrstu ribolova, te se rabe u kombinaciji sa baitcasting“ rolama i najlonima koji imaju nosivost 13 – 22,5 kg. Mamci su isti kao oni za inshore, te uključuju lignje, skuše, sardine, i umjetne mamce.  Ribolov iznad grebena prakticira se prilikom lova na velikog bakalara, ugora, i molva.